# 第九郡
第九郡是越南胡志明市历史上下辖的一个郡。面积114平方公里，2019年总人口397000人。

## 地理
第九郡东接同奈省边和市和隆城县，西接守德郡，西南接第二郡，南接同奈省仁泽县，北接平阳省以安市。

## 历史
1997年1月6日，守德县以隆平社、隆盛美社、增仁富社、隆福社、隆长社、富有社、福平社7社和新富社剩余区域、福隆社剩余区域、合富社部分区域、平征社部分区域析置第九郡；福隆社部分区域析置福隆A坊、福隆B坊，增仁富社、新富社部分区域和隆盛美社析置增仁富A坊，增仁富社析置增仁富B坊，隆长社析置隆长坊、长盛坊，福平社和福隆社析置福平坊，新富社部分区域和隆盛美社析置新富坊，合富社剩余区域和新富社剩余区域合并为合富坊，隆盛美社改制为隆盛美坊，隆平社改制为隆平坊，隆福社改制为隆福坊，富有社和平征社部分区域、安富社部分区域合并为富有坊。
2020年，第九郡和第二郡、守德郡合并为守德市。

## 行政区划
2020年，第九郡下辖13坊，郡人民委员会位于合富坊。
- 合富坊（Phường Hiệp Phú）
- 隆平坊（Phường Long Bình）
- 隆福坊（Phường Long Phước）
- 隆盛美坊（Phường Long Thạnh Mỹ）
- 隆長坊（Phường Long Trường）
- 富有坊（Phường Phú Hữu）
- 福平坊（Phường Phước Bình）
- 福隆A坊（Phường Phước Long A）
- 福隆B坊（Phường Phước Long B）
- 新富坊（Phường Tân Phú）
- 增仁富A坊（Phường Tăng Nhơn Phú A）
- 增仁富B坊（Phường Tăng Nhơn Phú B）
- 長盛坊（Phường Trường Thạnh）